# اد سندرز
اد سندرز (انگلیسی: Ed Sanders؛ ۲۴ مارس ۱۹۳۰ – ۱۲ دسامبر ۱۹۵۴) بوکسور اهل ایالات متحده آمریکا بود.